# Österreichischer Filmpreis 2017

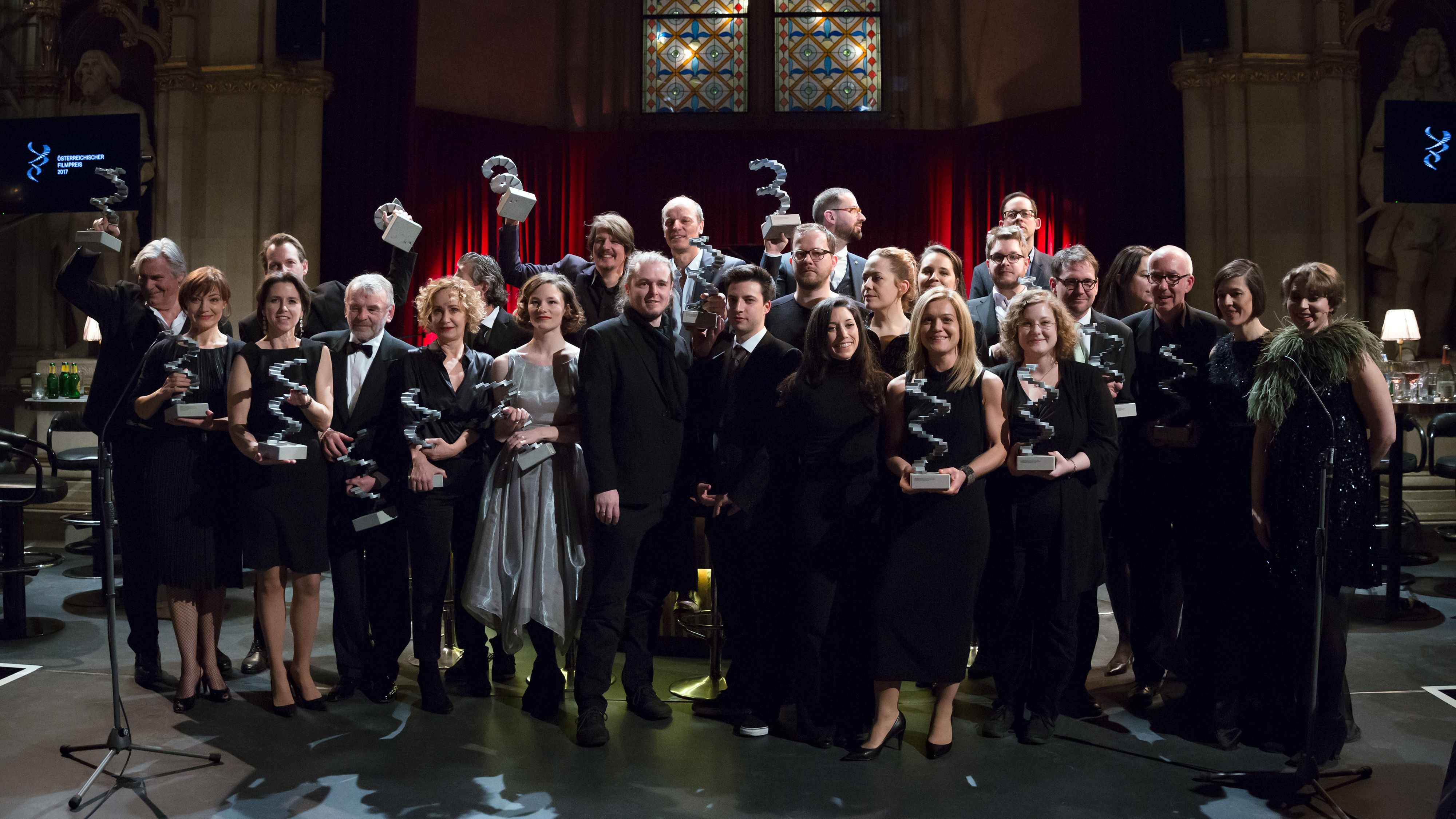
Preisträger des Österreichischen Filmpreises 2017

Die Verleihung der Österreichischen Filmpreise 2017 durch die Akademie des Österreichischen Films fand am 1. Februar 2017 im Wiener Rathaus statt. Die Nominierungen wurden am 14. Dezember 2016 bekanntgegeben. Insgesamt wurden 20 Spielfilme, 21 Dokumentarfilme und 18 Kurzfilme eingereicht. Die meisten Nominierungen erhielt das Drama Thank You for Bombing, der Film wurde in insgesamt acht Kategorien nominiert, gefolgt von Egon Schiele: Tod und Mädchen und Kater mit jeweils fünf  Nominierungen. Eine Neuerung wurde bei dem Preis in der Kategorie Bester Dokumentarfilm vorgenommen, der neben den Produzenten auch dem Regisseur zuerkannt wird.
Am 25. Jänner 2017 fand im Stadttheater Wiener Neustadt der Abend der Nominierten statt, moderiert wurde dieser von Katharina Mückstein und Christoph Dostal.
| Film                          | Nominierungen | Auszeichnungen |
| ----------------------------- | ------------- | -------------- |
| Thank You for Bombing         | 8             | 4              |
| Egon Schiele: Tod und Mädchen | 5             | 1              |
| Kater                         | 5             | 0              |
| Stille Reserven               | 4             | 3              |
| Maikäfer flieg                | 3             | 2              |
| Nebel im August               | 3             | 1              |
| Brüder der Nacht              | 2             | 0              |
| Die Mitte der Welt            | 2             | 1              |
| Vor der Morgenröte            | 2             | 1              |
| Hotel Rock’n’Roll             | 2             | 0              |
| Die Nacht der 1000 Stunden    | 2             | 0              |
| Was hat uns bloß so ruiniert  | 2             | 0              |

## Preisträger und Nominierte

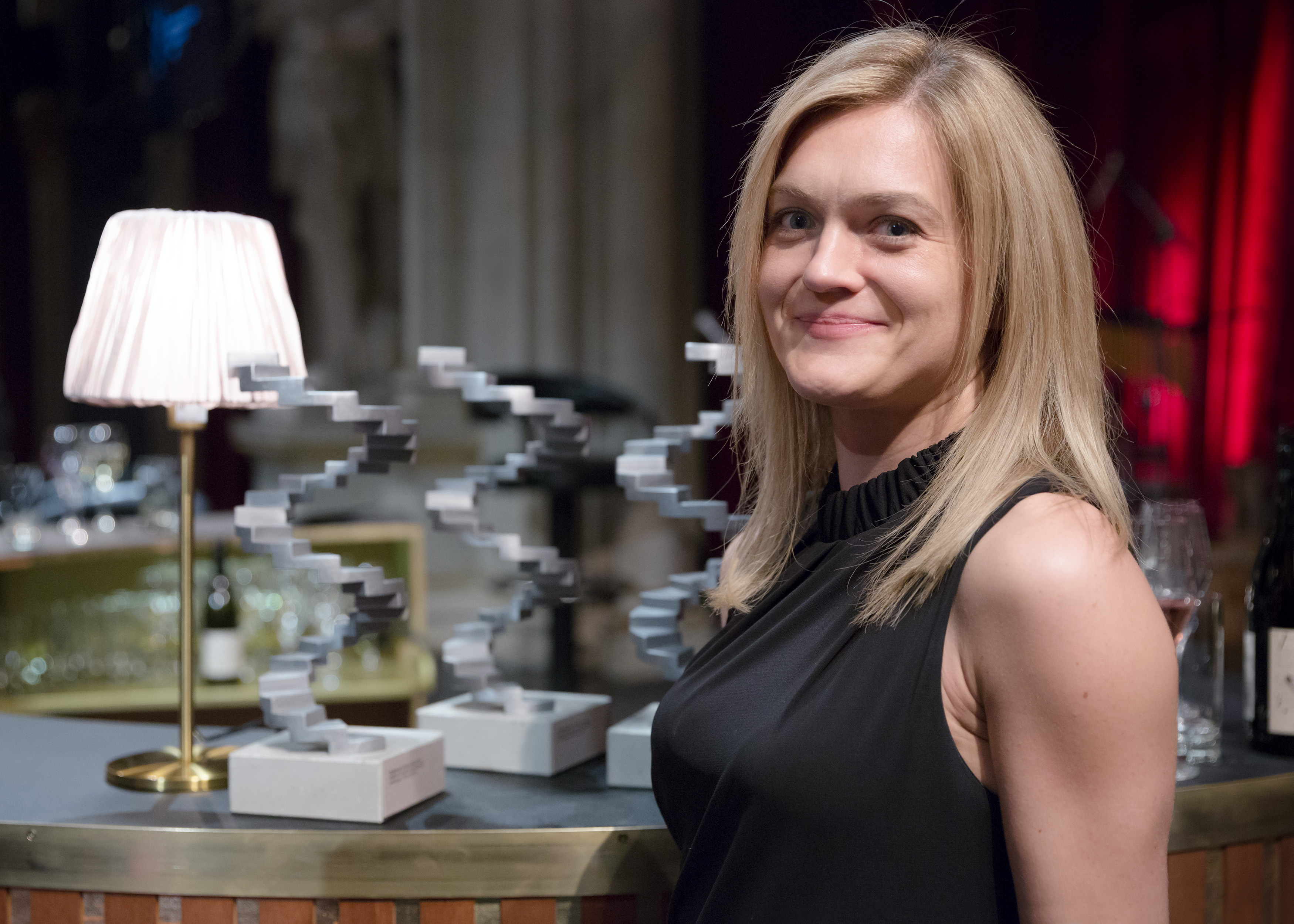
Barbara Eder

### Bester Spielfilm
- Thank You for Bombing – Produktion: Tommy Pridnig, Peter Wirthensohn, Regie: Barbara Eder
  - Egon Schiele: Tod und Mädchen – Produktion: Franz Novotny, Alexander Glehr, Bady Minck, Alexander Dumreicher-Ivanceanu, Regie: Dieter Berner
  - Kater – Produktion: Antonin Svoboda, Bruno Wagner, Regie: Klaus Händl

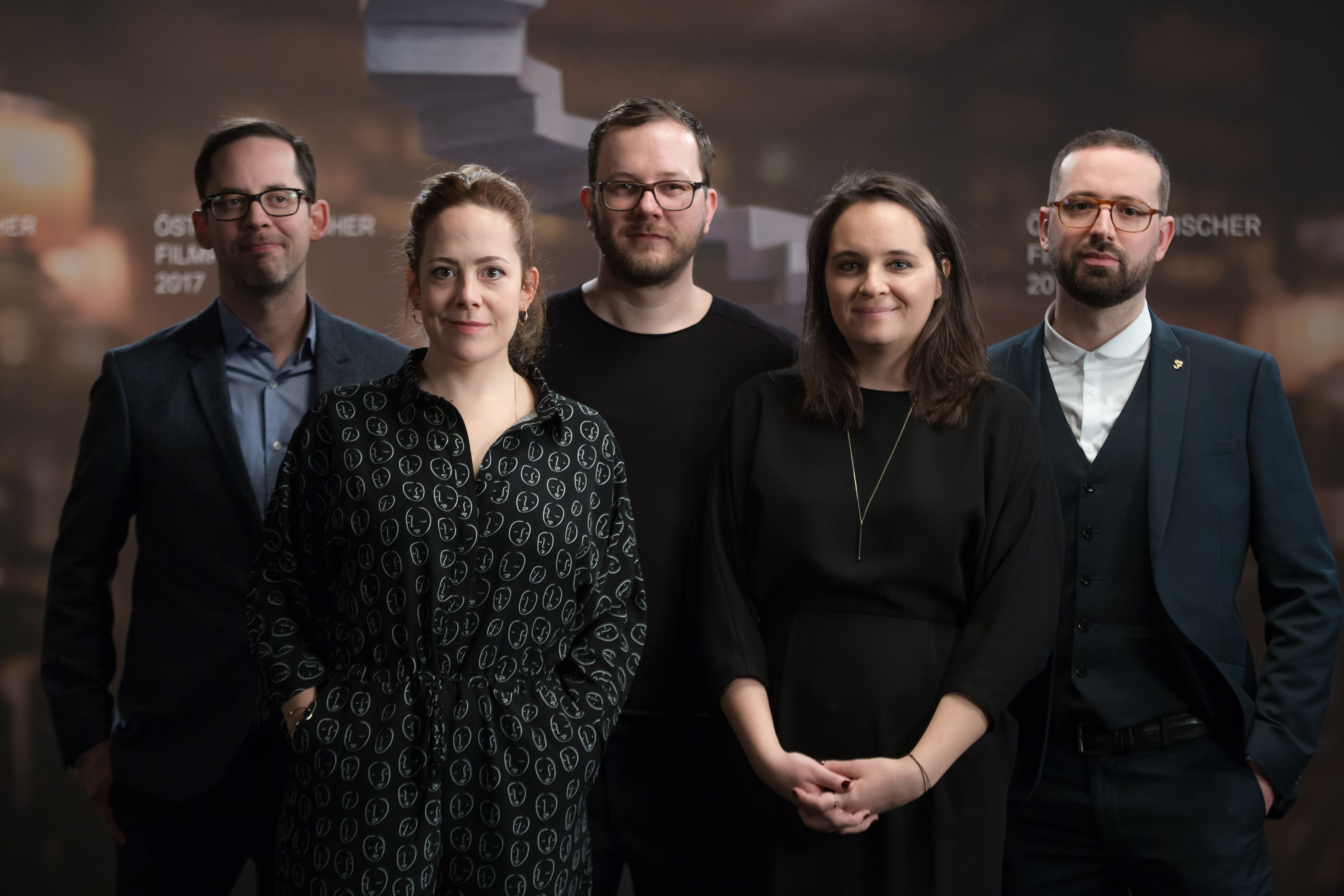
Michael Schindegger, Katharina Mückstein, Sigmund Steiner, Natalie Schwager und Flavio Marchetti

### Bester Dokumentarfilm
- Holz Erde Fleisch – Produktion:  Flavio Marchetti, Katharina Mückstein, Michael Schindegger, Natalie Schwager, Sigmund Steiner, Regie: Sigmund Steiner
  - Brüder der Nacht – Produktion: Ebba Sinzinger, Vincent Lucassen, Regie: Patric Chiha
  - Kinders – Produktion: Arash T. Riahi, Karin C. Berger, Sabine Gruber, Regie: Arash T. Riahi, Arman T. Riahi
  - Safari – Produktion und Regie: Ulrich Seidl

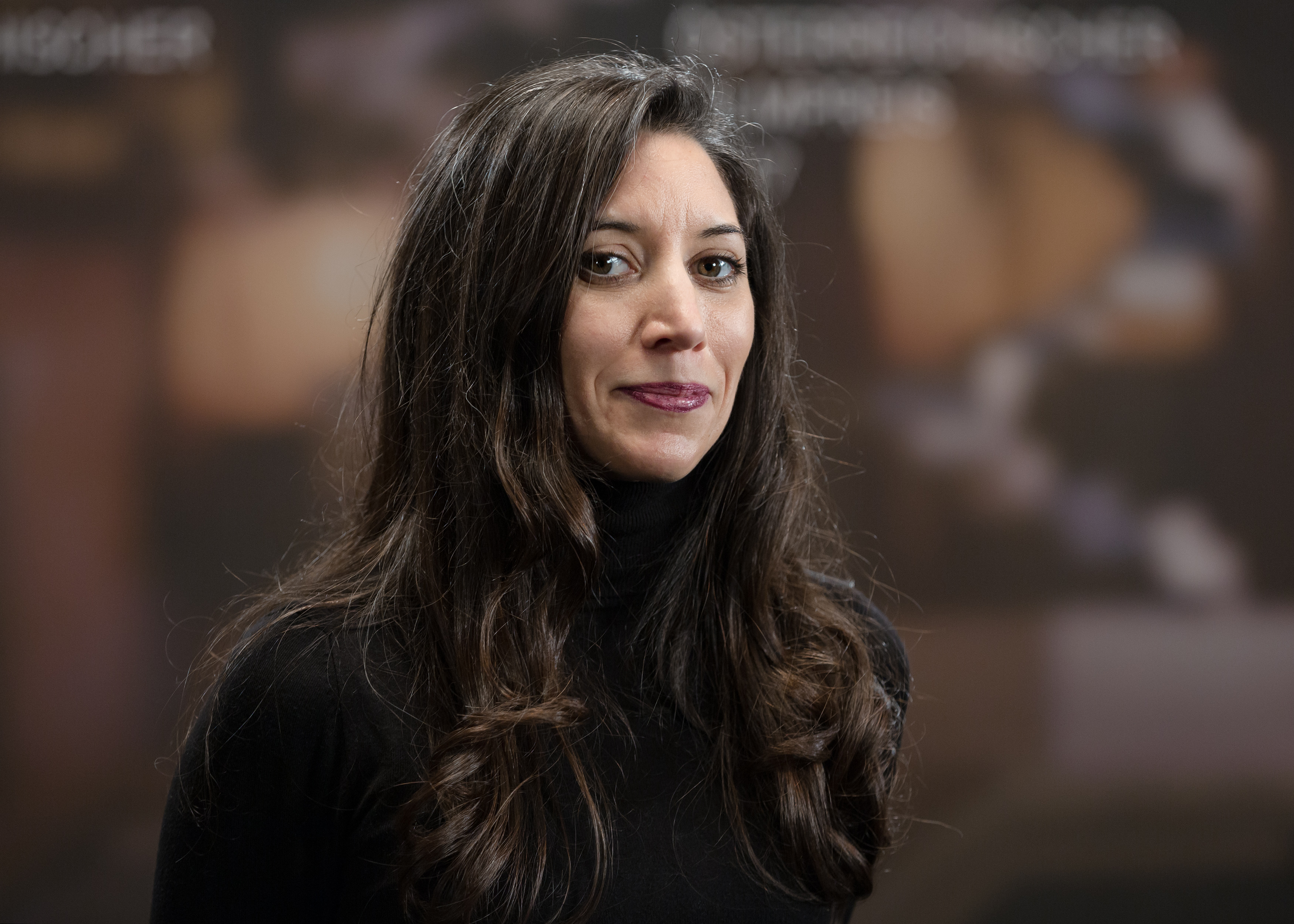
Luz Olivares Capelle

### Bester Kurzfilm
- Wald der Echos – Maria Luz Olivares Capelle
  - Absent – Nikki Schuster
  - Henry – Philipp Fussenegger
  - Pitter Patter Goes My Heart – Christoph Rainer

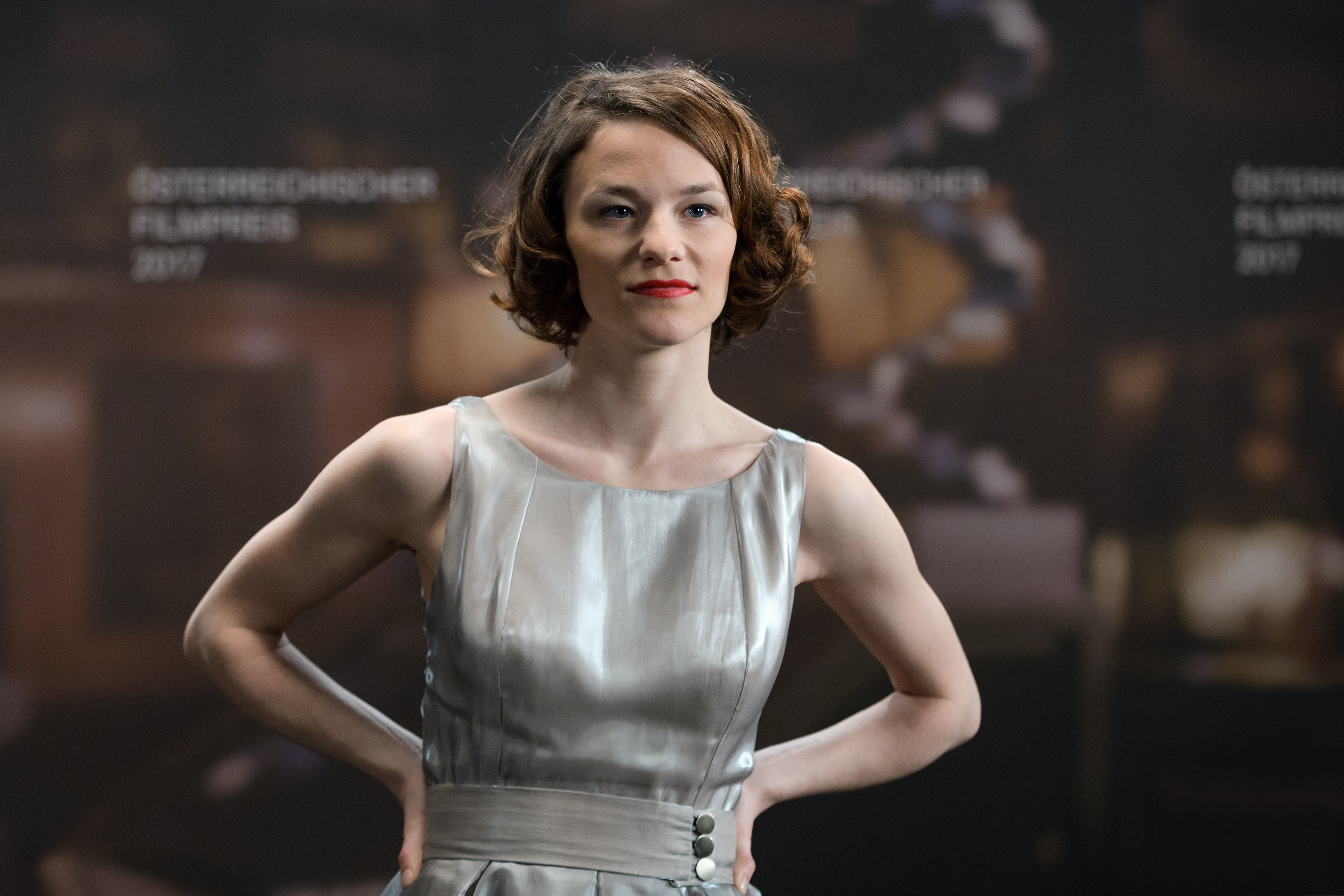
Valerie Pachner

### Beste weibliche Darstellerin
- Valerie Pachner für Egon Schiele: Tod und Mädchen
  - Manon Kahle für Thank You for Bombing
  - Maresi Riegner für Egon Schiele: Tod und Mädchen

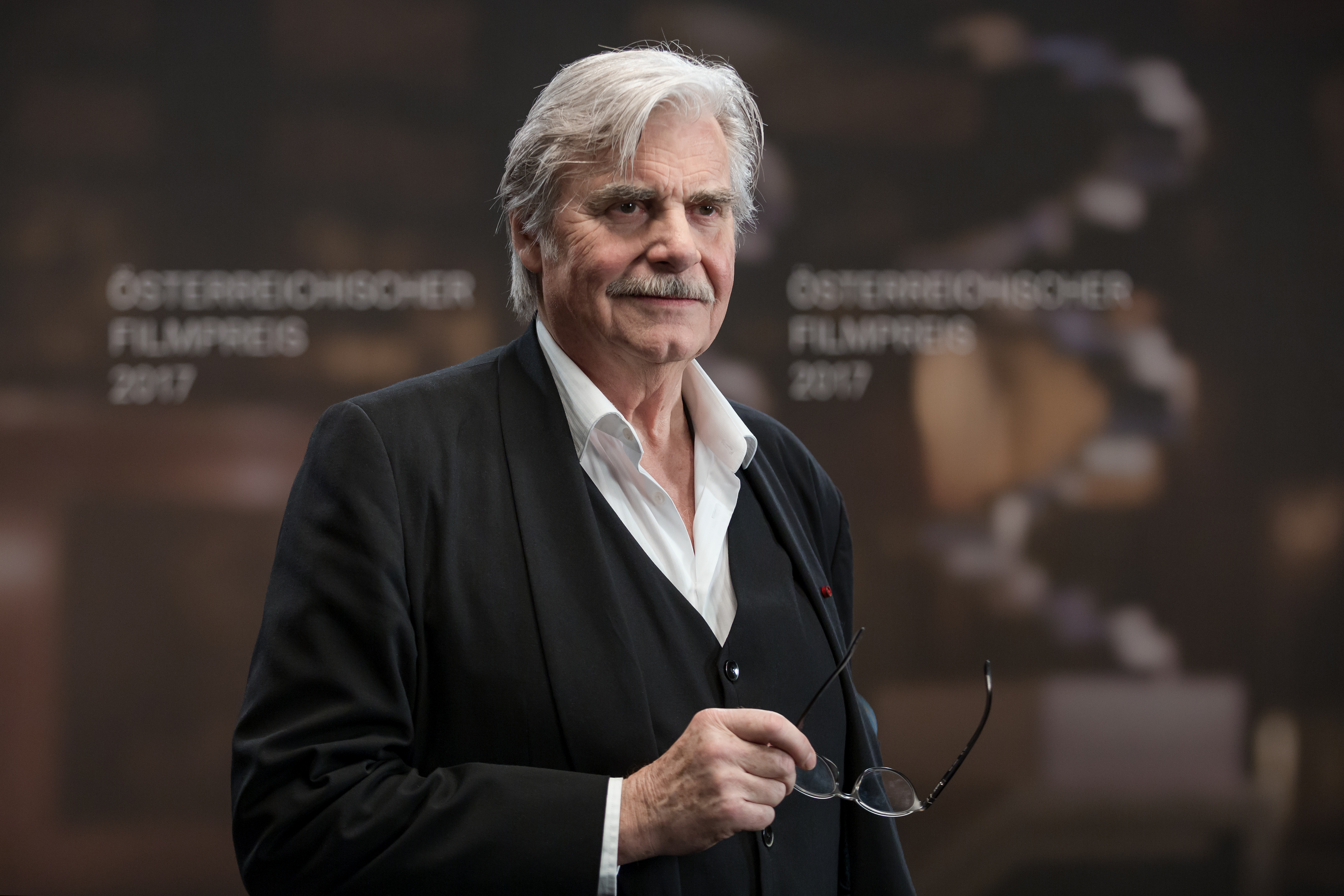
Peter Simonischek

### Bester männlicher Darsteller
- Peter Simonischek für Toni Erdmann
  - Raphael von Bargen für Thank You for Bombing
  - Josef Hader für Vor der Morgenröte

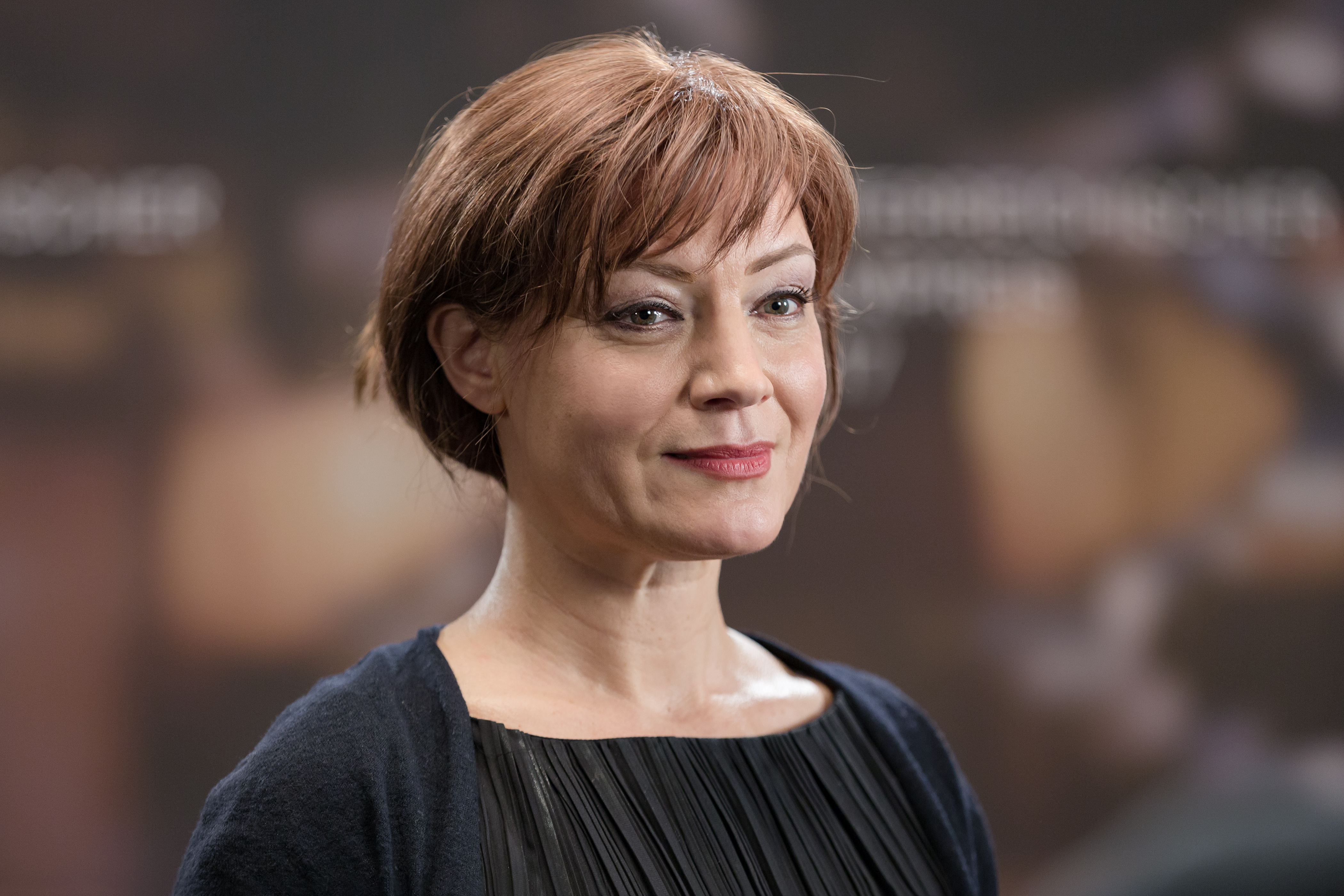
Marion Mitterhammer

### Beste weibliche Nebenrolle
- Marion Mitterhammer für Stille Reserven
  - Tatja Seibt für Homesick
  - Krista Stadler für Maikäfer flieg

### Beste männliche Nebenrolle
- Branko Samarovski für Nebel im August
  - Karl Markovics für Nebel im August
  - Heribert Sasse für Deckname Holec

### Beste Regie
- Barbara Eder für Thank You for Bombing
  - Dieter Berner für Egon Schiele: Tod und Mädchen
  - Klaus Händl für Kater

### Bestes Drehbuch
- Barbara Eder, Tommy Pridnig für Thank You for Bombing
  - Hilde Berger, Dieter Berner für Egon Schiele: Tod und Mädchen
  - Klaus Händl für Kater
  - Virgil Widrich für Die Nacht der 1000 Stunden

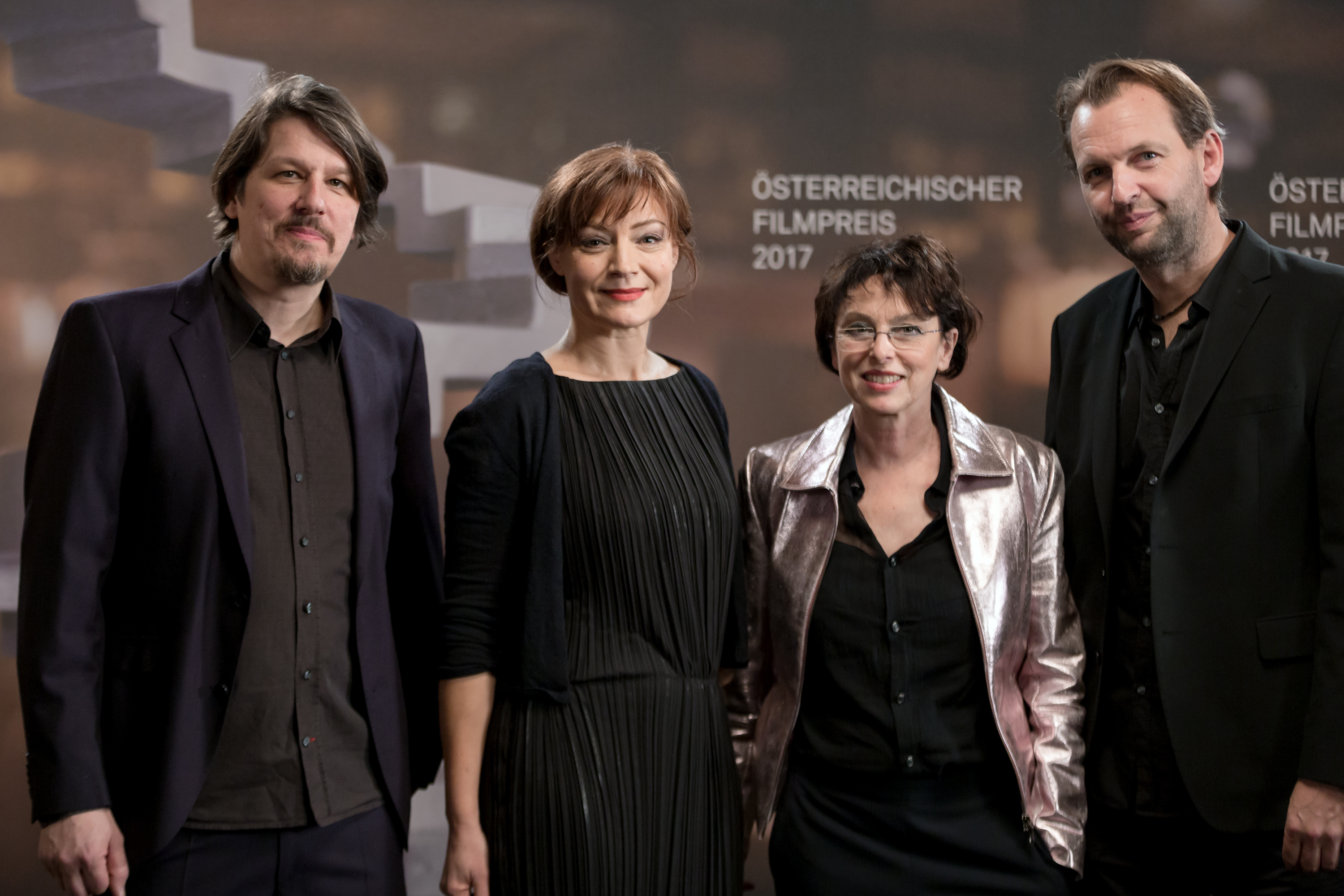
Hannes Salat, Marion Mitterhammer, Karina Ressler und Martin Gschlacht

### Beste Kamera
- Martin Gschlacht für Stille Reserven
  - Klemens Hufnagl für Brüder der Nacht
  - Gerald Kerkletz für Kater
  - Leena Koppe für Was hat uns bloß so ruiniert

### Bestes Kostümbild
- Caterina Czepek für Maikäfer flieg
  - Alette Kraan für Die Nacht der 1000 Stunden
  - Martina List für Hotel Rock’n’Roll
  - Christine Ludwig für Thank You for Bombing

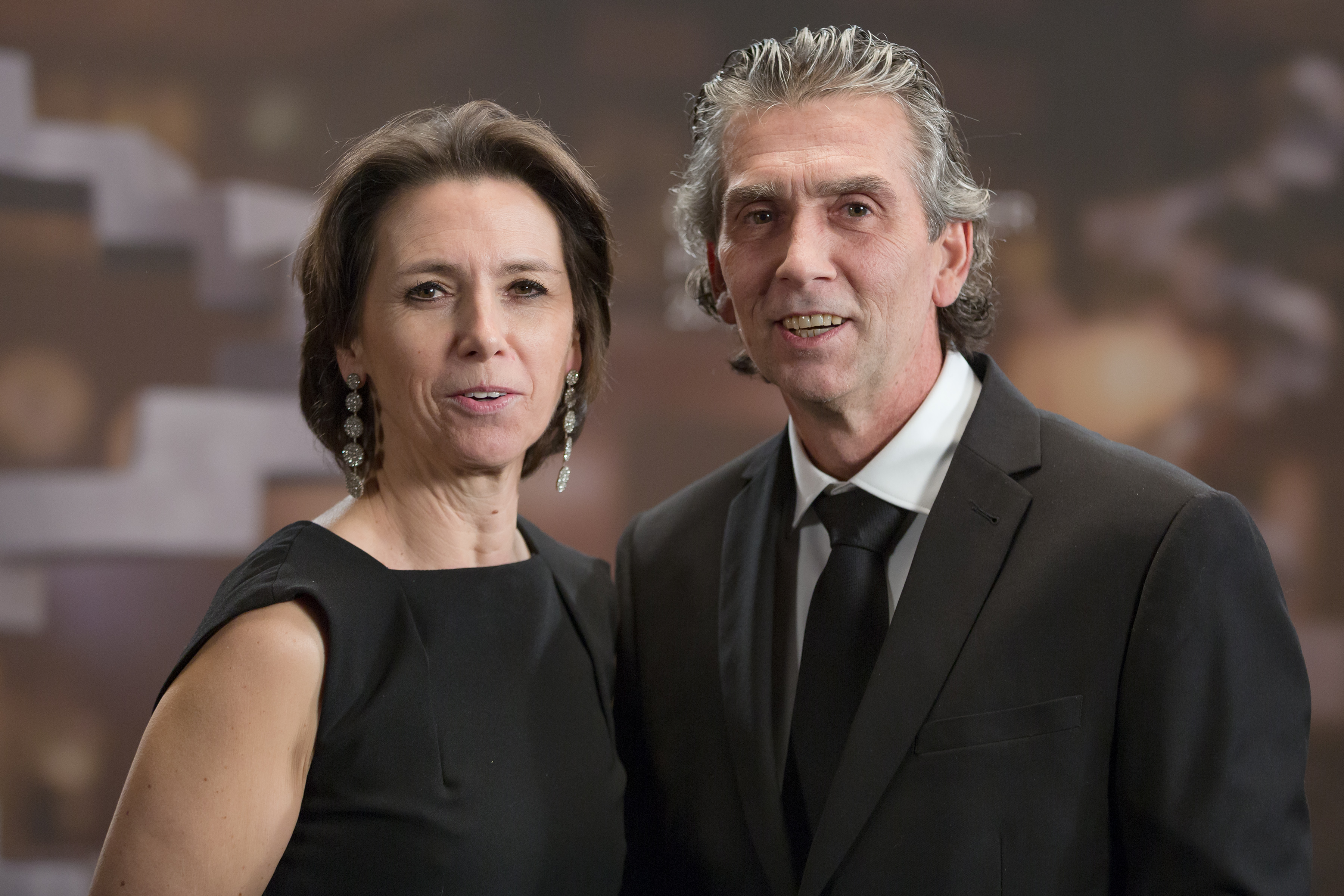
Monika Fischer-Vorauer Andreas Meixner

### Beste Maske
- Monika Fischer-Vorauer und Andreas Meixner für Vor der Morgenröte
  - Helene Lang für Thank You for Bombing
  - Michaela Payer und Reinhard Kirnich für Nebel im August

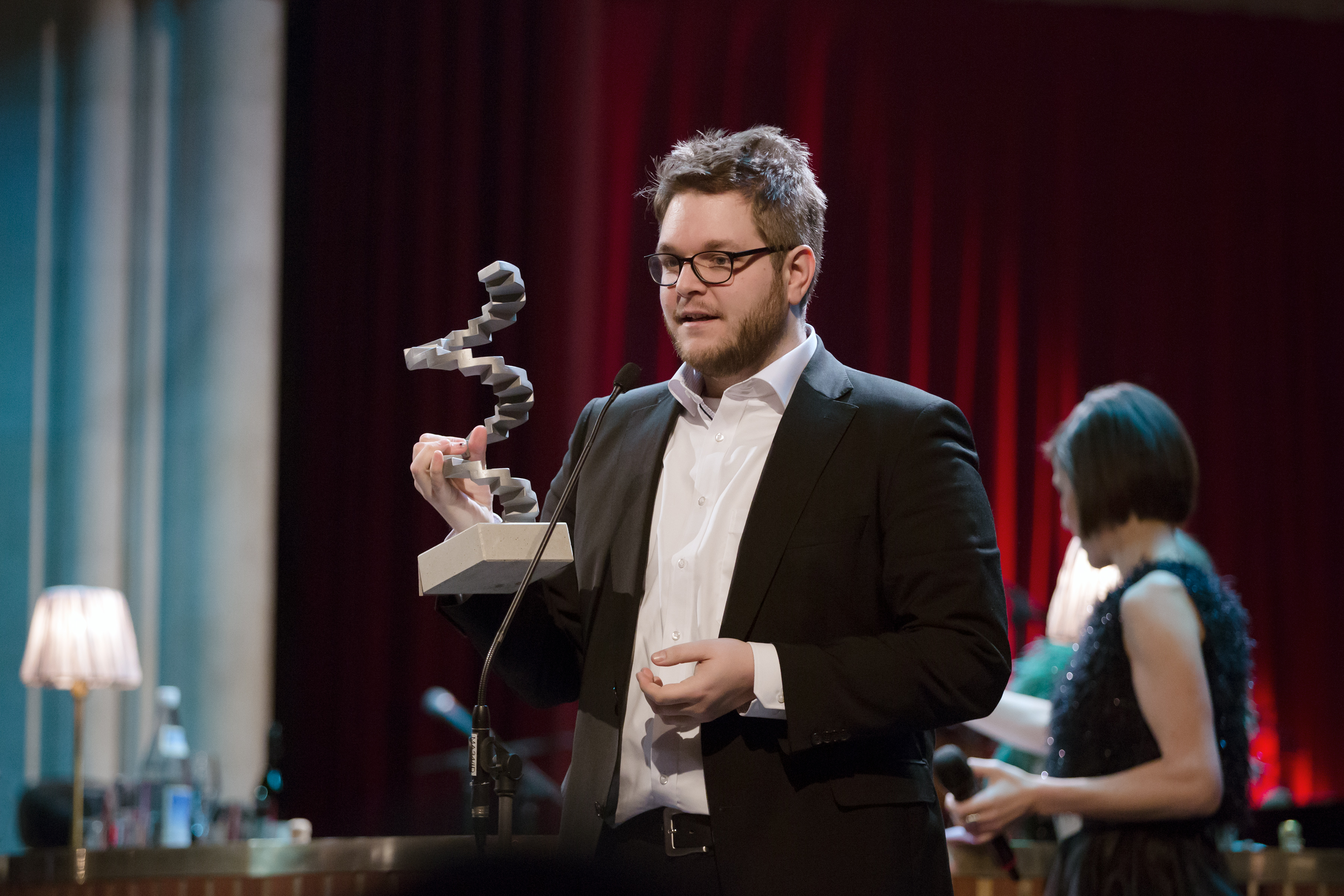
Paul Gallister

### Beste Musik
- Paul Gallister für Die Mitte der Welt
  - Siegfried Friedrich für Dreams Rewired – Mobilisierung der Träume
  - Christopher Slaski und Guy Farley für A Good American

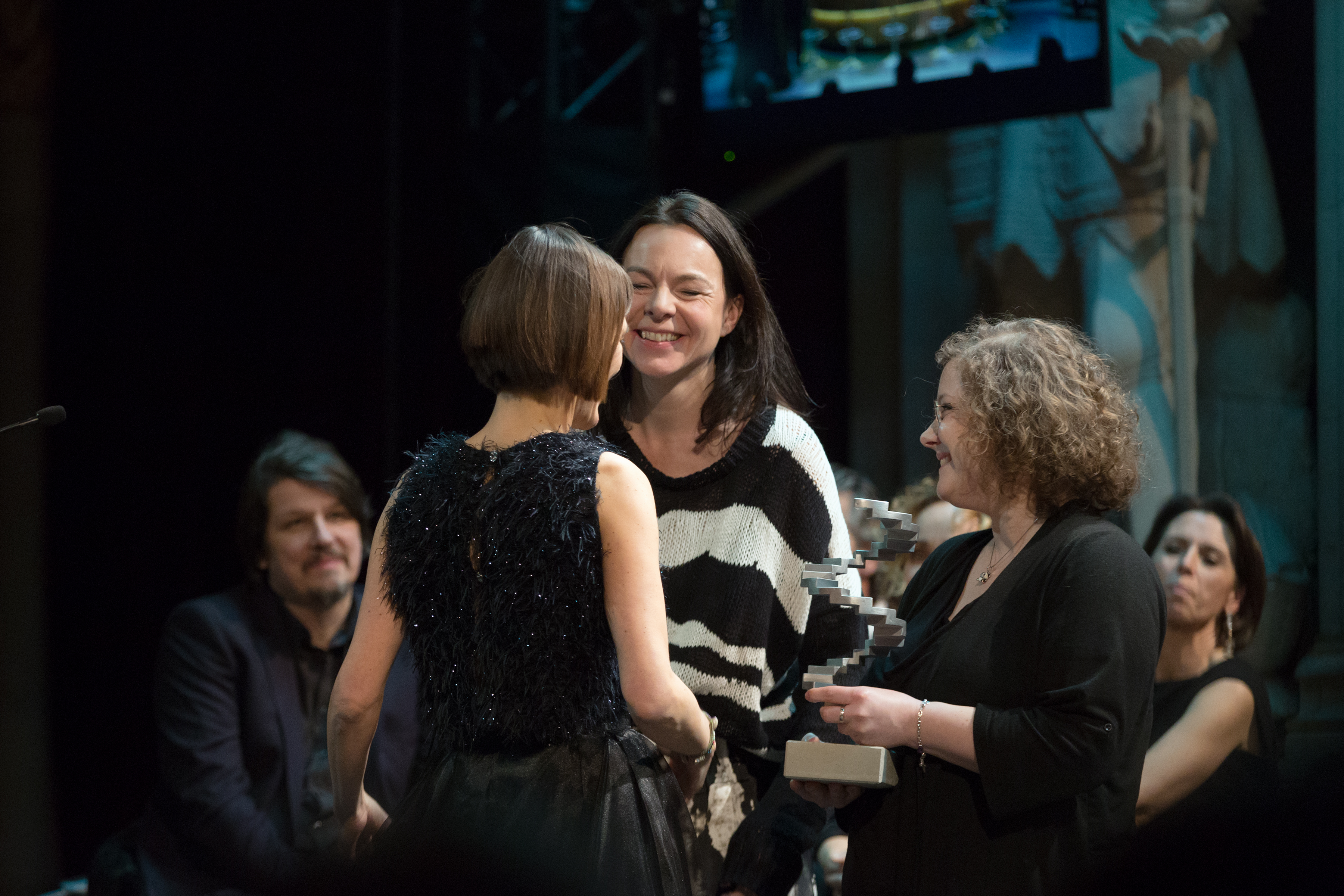
Monika Willi und Claudia Linzer

### Bester Schnitt
- Monika Willi und Claudia Linzer für Thank You for Bombing
  - Ulrike Kofler für Was hat uns bloß so ruiniert
  - Karina Ressler für Stille Reserven

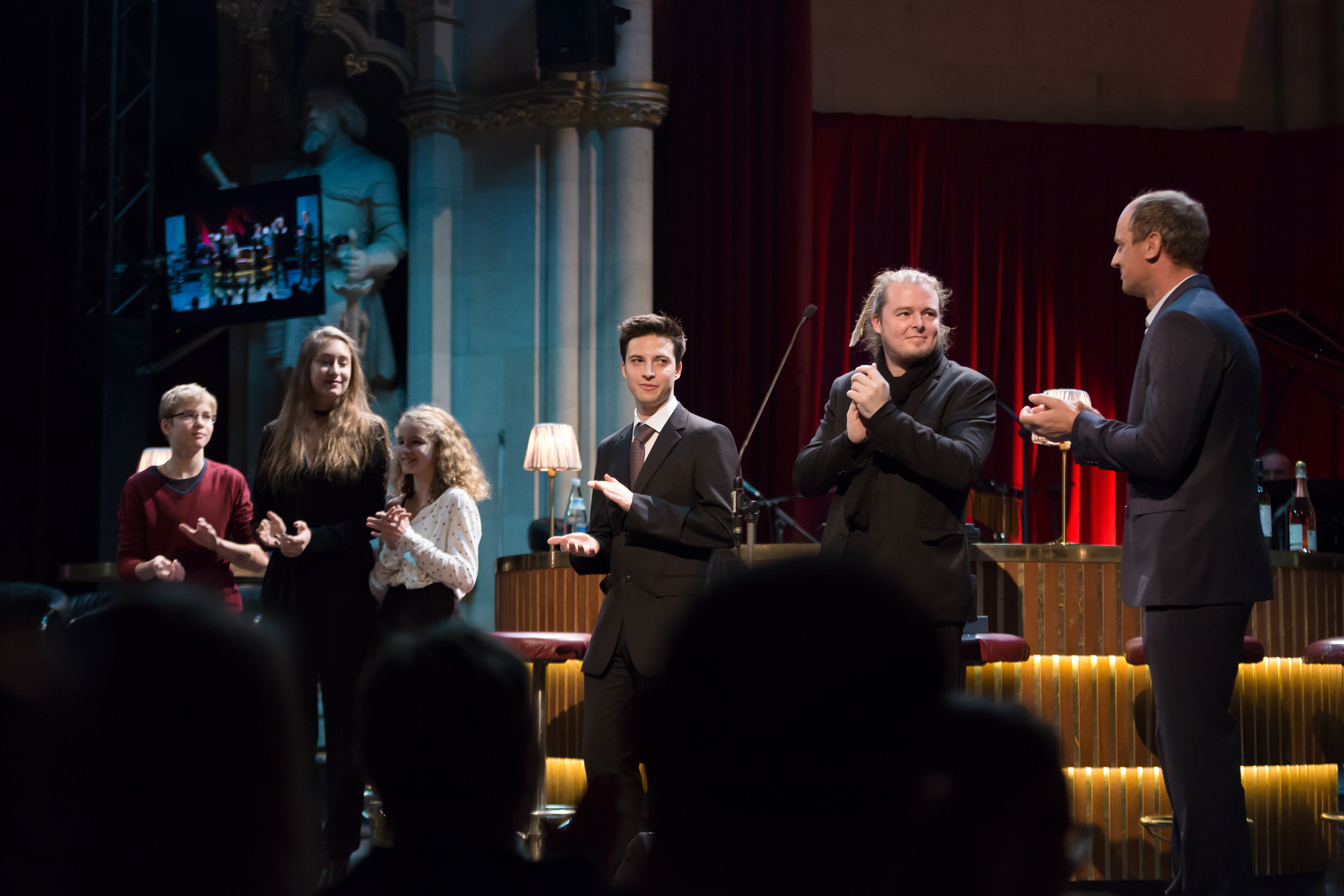
Dietmar Zuson, Thomas Pötz, Sebastian Watzinger

  - Joana Scrinzi für Kater

### Bestes Szenenbild
- Hannes Salat für Stille Reserven
  - Alexandra Maringer für Hilfe, ich hab meine Lehrerin geschrumpft
  - Renate Martin und Andreas Donhauser für Hotel Rock’n’Roll

### Beste Tongestaltung
- Dietmar Zuson, Thomas Pötz und Sebastian Watzinger für Maikäfer flieg
  - Andreas Hamza, Thomas Pötz, Sebastian Watzinger für Alles unter Kontrolle
  - Jörg Kidrowski, Veronika Hlawatsch und Bernhard Maisch für Die Mitte der Welt